# Molophilus klementi
Molophilus klementi är en tvåvingeart som beskrevs av Mendl 1973. Molophilus klementi ingår i släktet Molophilus och familjen småharkrankar. Inga underarter finns listade i Catalogue of Life.